# Listy wprowadzające
Listy wprowadzające (fr. lettres d'introduction) – dokument w swej treści i formie zbieżny z listami uwierzytelniającymi, z tym że sporządzany jedynie w przypadku Chargé d’affaires – szefa misji dyplomatycznej w III klasie. Listy wprowadzające mają mniej uroczystą formę od listów uwierzytelniających, a sporządza je minister spraw zagranicznych państwa wysyłającego i adresuje do swego odpowiednika w państwie przyjmującym.